# Lema (matemàtiques)
En matemàtiques, un lema (del grec, λήμμα, "lemma" que vol dir "tot allò que es rep, com un regal, benefici, o un suborn") és una proposició demostrada que es fa servir com a pas a un resultat més gran més que com una afirmació en si mateixa. Un bon pas condueix a molts altres, així part dels resultats més forts en matemàtiques es coneixen com a lemes, com el lema de Bézout, el lema d'Urysohn, el lema de Dehn, el lema de Fatou, el lema de Gauss, el lema de Nakayama, el lema de Poincaré, el lema de Riesz, el lema de Schwarz i el lema de Zorn. No hi ha cap distinció formal entre un lema i un teorema, només d'ús i convenció.